# Nanfeng
Der Kreis Nanfeng (chinesisch 南丰县, Pinyin Nánfēng Xiàn) ist ein Kreis in der chinesischen Provinz Jiangxi. Er gehört zum Verwaltungsgebiet der bezirksfreien Stadt Fuzhou. Die Fläche beträgt 1.911 Quadratkilometer und die Einwohnerzahl 287.932 (Stand: Zensus 2010).